# Vườn quốc gia Noel Kempff Mercado
Vườn quốc gia Noel Kempff Mercado là một vườn quốc gia ở phía Đông bắc ở vùng Santa Cruz, tỉnh José Miguel de Velasco, Bolivia, gần biên giới với Brasil.

## Mô tả
Vườn quốc gia Noel Kempff Mercado có diện tích 750.000 ha, phần lớn bao gồm vùng núi Serrania de Huanchaca. Vườn nằm ở Đông bắc Santa Cruz ở Bolivia, gần biên giới với Brazil ngăn cách bởi sông Rio de Itenez. Nó nằm trong một khu vực chuyển tiếp giữa rừng mưa nhiệt đới Amazon và rừng khô cùng xavan Cerrado. Vườn quốc gia được tạo thành từ 5 môi trường sống khác nhau, bao gồm rừng thường xanh vùng cao, rừng rụng lá, xavan Cerrado vùng cao, xavan vùng đất ngập nước, và rừng vùng đất ngập nước. Nhìn chung, khu vực này có một mùa khô rõ rệt trong mùa đông và lượng mưa trung bình hàng năm là 1.500 mm.

## Lịch sử
Năm 1908, Percy Fawcett là người đầu tiên khám phá vùng đất mà hiện nay là vườn quốc gia. Mãi cho đến gần 70 năm sau đó, khu vực này mới được khám phá lại. Trong những năm 1970, các nhà địa chất đã đến khu vực khảo sát sự hình thành đá tiền Cambri ở Bolivia. Cuộc thám hiểm này đã thu hút sự chú ý của Noel Kempff Mercado, một nhà sinh học. Mercado công nhận tầm quan trọng toàn cầu của khu vực, đủ để đưa ra một chiến dịch để bảo vệ nó. Thật không may, Mercado đã bị sát hại bởi những kẻ buôn ma túy và không bao giờ nhìn thấy giấc mơ của mình trở thành hiện thực. Nhiều đồng bào của ông đã đáp lại. Chính phủ thành lập khu bảo tồn vườn quốc gia và đặt tên nó để tưởng nhớ công lao của ông. Nó được thành lập vào năm 1988 với diện tích 750.000 ha.

## Tự nhiên

### Khí hậu
Khí hậu có sự rõ rệt theo mùa với lượng mưa trung bình hàng năm khoảng 1.400-1.500mm. Ở đây có một mùa khô khi lượng mưa giảm, bắt đầu từ tháng 9 và kéo dài khoảng 4-6 tháng. Lượng mưa chủ yếu vào mùa hè phương nam, có nguồn gốc từ hoạt động đối lưu trên bồn địa Amazon và sự mở rộng về phía nam của ITCZ (Đới hội tụ liên nhiệt đới). Nhiệt độ trung bình hàng năm là 25-26 °C nhưng vào mùa khô có thể giảm xuống 10 °C trong vài ngày khi khối không khí Patagonia rất lạnh và khô (surazos) thổi đến đây. Kể từ giữa thế Holocen, đã có sự kế tục thảm thực vật không ngừng từ xavan chuyển thành rừng bán rụng lá và thành rừng mưa thường xanh tại đây, do lượng mưa hàng năm tăng lên và mùa khô ngắn hơn. Sự mở rộng này của rừng mưa diễn ra trong ba thiên niên kỷ gần đây.

### Địa hình
Vùng cao nguyên Huanchaca trong vườn quốc gia có độ cao từ 600–900 m so với mực nước biển, bao gồm sa thạch tiền Cambri và đá thạch anh của vùng khiên địa chất Brazil. Có những mảng rừng thường xanh trên các lớp đất dày và giàu dinh dưỡng trong cao nguyên , trong khi các loại sa thạch bị phong hóa mạnh với một lớp đất mỏng duy trì vùng xavan thưa thớt cây. Vùng đồng bằng miền đất thấp liền kề ở phía Tây được bao phủ bởi các trầm tích phù sa đại Tân sinh và chủ yếu là các khu rừng mưa ẩm ướt chuyển tiếp thành các khu rừng khô ở ranh giới phía nam của vườn quốc gia.

### Động thực vật

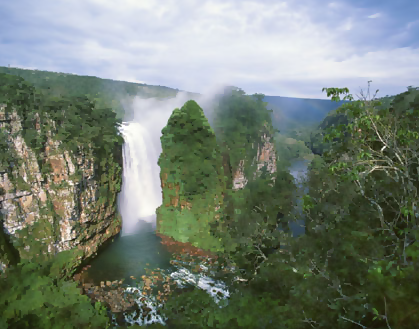
Thác Cataratas Arcoiris cao 80 mét tại vườn quốc gia Noel Kempff Mercado

Người ta ước tính rằng vườn quốc gia này là nơi sinh sống của khoảng 4.000 loài thực vật có mạch, trong đó có các loài dứa, lạc tiên, chuối pháo, cau-dừa, và ráy. Ngoài ra còn có khu rừng quan trọng như "Mara" (gỗ gụ). Khu vực này bao gồm năm hệ sinh thái quan trọng, từ rừng mưa nhiệt đới Amazon, rừng dọc theo sông, rừng nhiệt đới bán rụng lá, xavan ngập nước và rừng khô Cerrado. Sự đa dạng giữa các loài thực vật có mạch trong vườn quốc gia Noel Kempff Mercado rất đáng chú ý. Cho đến nay, 2.705 loài thực vật đã được nhận dạng. 1500 loài trong số đó trong rừng ẩm ướt, 800 trong vùng rừng khô Cerrado, 700 trong rừng khô, 500 trong vùng đất ngập nước hoang mạc, và 500 trong môi trường nước bị xáo trộn và mỏm đá. Ngoài những loài đã được nhận dạng, vẫn còn 6.000 loài đang được đánh giá (RAP 1998). Họ đa dạng nhất trong số tất cả các đơn vị phân loại có trong vườn quốc gia này là Leguminosae. Họ này có mặt trong tất cả các hệ sinh thái và trong hầu như tất cả các dạng sống, ngoại trừ dạng biểu sinh. Một số họ phát triển mạnh trong tất cả các môi trường sống như Rubiaceae, Melastomataceae, Bignoniaceae và Apocynaceae. Các loài khác phát triển tốt hơn trong môi trường sống cụ thể như rừng khô Cerrado (Gramineae, Cyperaceae, Labiatae, và Compositae) hoặc trong vùng đất ngập nước hoang mạc (Lythraceae, Stercurliaceae, Onagraceae, Eriocaulaceae, và Xyridaceae). Hầu hết các loài đa dạng nhất ở các cánh rừng thường xanh (RAP 1998). Một nghiên cứu trên lõi phấn hoa đã chỉ ra rằng mặc dù các khu rừng thường xanh được tìm thấy trong vườn quốc gia Noel Kempff Mercado nhưng không luôn tồn tại trong hình thức đó. Dữ liệu thu thập từ mẫu lõi phấn hoa đã chỉ ra rằng những thứ mà hiện nay là rừng bán rụng lá/rừng thường xanh thì xưa kia đã từng là xavan/rừng bán rụng lá. Lý do cho sự thay đổi này là vào giữa thế Holocen có sự tăng dần về lượng mưa trung bình hàng năm và sự giảm xuống của độ dài và mức độ khắc nghiệt của mùa khô.
Vườn quốc gia này cũng là nhà của hơn 130 loài động vật có vú (rái cá, cá heo sông Amazon, heo vòi, khỉ nhện, khỉ rú, tê tê khổng lồ, thú ăn kiến khổng lồ và các loài có nguy cơ tuyệt chủng, báo đốm Mỹ. Ngoài ra là 620 loài chim (9 loài vẹt đuôi dài) và hơn 70 loài bò sát, trong đó có cá sấu Caiman đen (Melanosuchus niger).
Ở đây là một trong những nơi đa dạng nhất về loài bò sát và lưỡng cư với một nửa số loài của vùng rừng nhiệt đới Amazon bao gồm: Anaconda xanh, Anaconda vàng, cá sấu Caiman trắng, cá sấu Caiman đen, rùa sông đốm vàng, rùa sông Nam Mỹ, Rùa chân đỏ và rùa khổng lồ Brazil

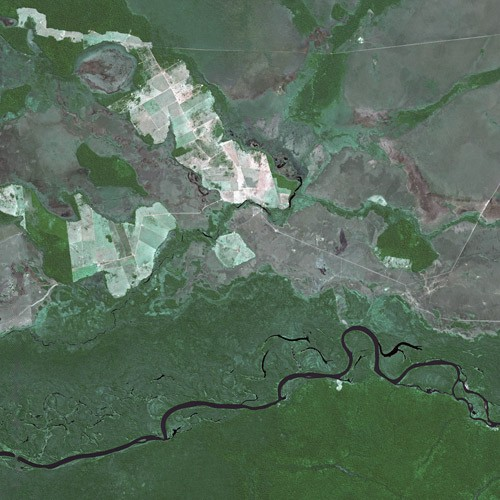
Vườn quốc gia Noel Kempff Mercado nhìn từ vệ tinh

### Thác nước
Những vách đá của cao nguyên Huanchaca có độ cao lên đến cao 300 m và tại nhiều điểm đã hình thành các thác nước. Nổi bật nhất là thác Arcoiris cao 88 m, thác Frederico Ahlfeld cao từ 25–45 m, thác El Encanto cao gần 80 m và nhiều thác nước khác.

## Bảo tồn
Vườn quốc gia có tầm quan trọng toàn cầu, được UNESCO công nhận là một di sản thế giới vào năm 2000. Với thảm thực vật "nguyên sơ", ít chịu tác động của con người (chỉ có một ít tác động nhỏ từ việc khai thác gỗ trong những năm 1980), hệ sinh thái của cao nguyên Huanchaca, vùng núi Cerrado, thảo nguyên và vùng nhiệt đới. cùng với đó là hàng loạt các loài động vật quý hiếm và cực kỳ nguy cấp tạo cho nơi đây trở thành vùng thiên nhiên vô giá.